# Antun Sa’ada
Antun Sa’ada (arab. أنطون سعادة; ur. 1 marca 1904 w Duhur Szuwajr, zm. 8 lipca 1949 w Bejrucie) – syryjski i libański polityk, nacjonalista syryjski, twórca i główny ideolog Syryjskiej Partii Socjal-Nacjonalistycznej.

## Życiorys

### Dzieciństwo i młodość
Jego ojciec, Chalil Sa’ada, był lekarzem, następnie został również publicystą. Przyszły polityk urodził się na wsi na terenie obecnego Libanu. W wieku szesnastu lat wyjechał do São Paulo, gdzie emigrował już wcześniej jego ojciec. Głoszone przez ojca i publikowaną przez niego gazetę idee niepodległości Syrii i świeckiego państwa miały istotny wpływ na rozwój jego poglądów. Rodzina Sa’adów była wyznania prawosławnego. W 1929 przyszły polityk wyjechał do Syrii. Tam podjął pracę w piśmie "Al-Ajjam".

### Twórca Syryjskiej Partii Socjal-Nacjonalistycznej
16 listopada 1932 Sa’ada utworzył tajne kółko młodych intelektualistów, którzy składali mu przysięgę lojalności; stało się ono zaczątkiem Syryjskiej Partii Socjal-Nacjonalistycznej. Głosił konieczność rewizji granic w świecie arabskim i utworzenia Wielkiej Syrii. Odrzucał natomiast panarabizm i dążenie do tworzenia jednego państwa wszystkich Arabów. Twierdził, że nie istnieje naród arabski, natomiast Syryjczycy są już ukształtowanym narodem. Pogląd ten prawdopodobnie przejął również od ojca, który przed emigracją do Brazylii żył przez kilka lat w Egipcie i przekonał się, że mimo posługiwania się tym samym językiem, przybysze z Syrii nie są tam uważani za członków tej samej grupy narodowej. Wśród egipskich Syryjczyków istniało silne poczucie odrębności. Sa’ada mógł również znać idee nacjonalizmu niemieckiego i włoskiego, jak również książkę jezuity Henriego Lammensa La Syrie. Jej autor utrzymywał, że naród syryjski ma starożytne korzenie i istniał jeszcze przed podbojem arabskim. Z czasem kolejnym źródłem inspiracji dla Sa’ady stał się również faszyzm; dlatego uznał za nieodzowne tworzenie przy partii paramilitarnych organizacji młodzieżowych.
Partia Sa’ady pozyskiwała kolejnych członków w środowiskach młodych intelektualistów oraz studentów Uniwersytetu Amerykańskiego w Bejrucie, a następnie także innych uczelni w Syrii i Libanie. Do organizacji chętnie przystępowali również członkowie mniejszości wyznaniowych (chrześcijanie, alawici). W 1935 zakończyła prowadzenie działalności w podziemiu i zorganizowała pierwszą publiczną konferencję w Bejrucie. Ogłosiła podczas niej, że nie uznaje niesuwerennego państwa libańskiego, żądając, by połączyło się ono z Syrią. Z tego powodu 10 grudnia 1935 Sa’ada został aresztowany i oskarżony o zdradę stanu. Przed sądem stwierdził, że prawdziwej zdrady dopuściła się Francja, ustanawiając na Bliskim Wschodzie system mandatowy. Proces był szeroko relacjonowany; oskarżonego uznano za winnego i skazano na długoletnie więzienie. Wielu autorów podkreśla charyzmę i siłę przekonywania Sa’ady.
W 1938 został zwolniony, zezwolono mu na wyjazd do Europy. Podczas II wojny światowej pracował w berlińskim radiu, popierając wojnę III Rzeszy przeciwko Francji i Wielkiej Brytanii. Początkowo Sa’ada utożsamiał Wielką Syrię z pojęciem Bilad asz-Szam, ostatecznie jego wizja Wielkiej Syrii objęła tereny od gór Taurus na północy do Kanału Sueskiego i Morza Czerwonego na południowym zachodzie oraz do Zatoki Perskiej i gór Zagros na wschodzie; dodatkowo należał do niej Cypr.
Twierdził, że nie było potrzeby angażowania się państw arabskich w wojnę z Izraelem w 1948-1949. Utrzymywał równocześnie, że Syryjczycy mogą być awangardą wyzwolenia wszystkich Arabów, a wręcz powinni pokierować ich walką o pełną emancypację. Twierdził, że wyjątkowość Syryjczyków wynika z odwiecznego związku z wielkimi cywilizacjami, które pierwotnie znajdowały się na zamieszkiwanym przez nie terytorium. Odrzucał natomiast islam i język arabski jako siły, które mogły kształtować ich świadomość narodową.

### Działalność w Libanie 1947-1949

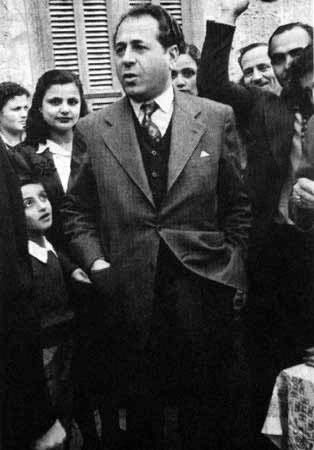
Sa’ada po 1946

Dzięki pomocy Kamala Dżumblatta i Kamila Szamuna w 1947 wrócił do Bejrutu. Natychmiast po przybyciu do Libanu wezwał do zbrojnego obalenia władzy prezydenta Biszary al-Churiego. Krytykował również obowiązujący w Libanie podział władzy między chrześcijanami i muzułmanami.
9 czerwca 1949 paramilitarne formacje związane z Syryjską Partią Socjal-Narodową starły się w Bejrucie z Falangą Libańską. Libański sąd uznał, że zamieszki zostały sprowokowane przez partię Sa’ady i zdelegalizował ją. Około siedmiuset członków partii uciekło przed aresztowaniem do Syrii. Również Antun Sa’ada udał się do Damaszku. Został tam przyjęty przez rządzącego krajem generała Husniego az-Za’ima, który zgodził się wesprzeć jego plany obalenia prezydenta i rządu Libanu. Próba organizacji zbrojnego zamachu stanu przeciwko władzom libańskim nie powiodła się jednak. Równocześnie az-Za’im i premier Syrii Muhsin al-Barazi porozumieli się z premierem Libanu Rijadem as-Sulhem; w zamian za wydanie Sa’ady rząd Libanu miał uznać władzę az-Za’ima, ustanowioną w wyniku zamachu stanu, w Syrii. W rezultacie 6 lipca 1949 ideolog syryjskiego nacjonalizmu został wydany Libanowi, a dwa dni później rozstrzelany za zdradę stanu.
Śmierć Sa’ady skłoniła część wojskowych z otoczenia az-Za’ima, na czele z Samim al-Hinnawim do przeprowadzenia zamachu stanu i zamordowania dyktatora, który doprowadził do śmierci ideologa ruchu, z którym się utożsamiali. Syryjski nacjonalizm Sa’ady zachowywał wpływy w Syrii do końca lat 50.